# Auszieher

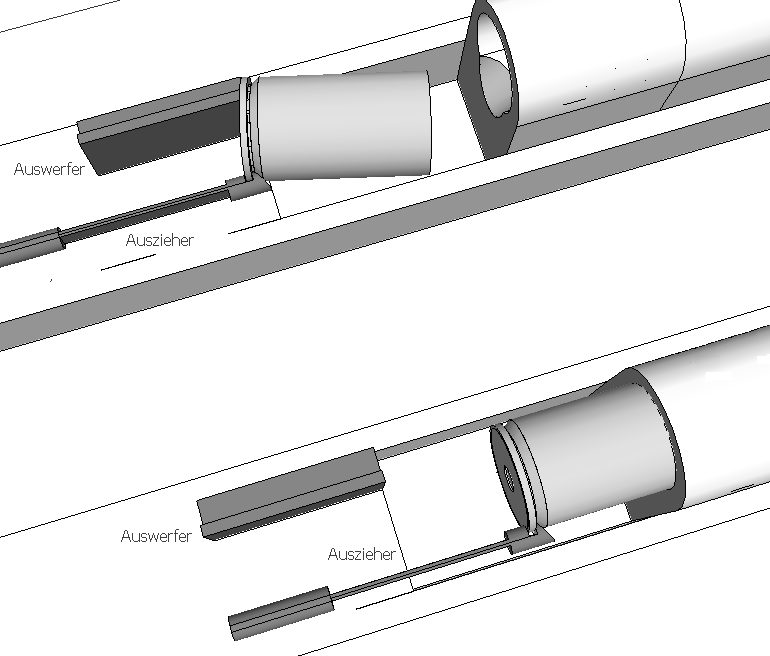
Auszieher und Auswerfer in Aktion

Der Auszieher ist Bestandteil der Verschlusssysteme von Feuerwaffen. Weitere Bezeichnungen sind Auszieherkralle oder Auszieherhaken.

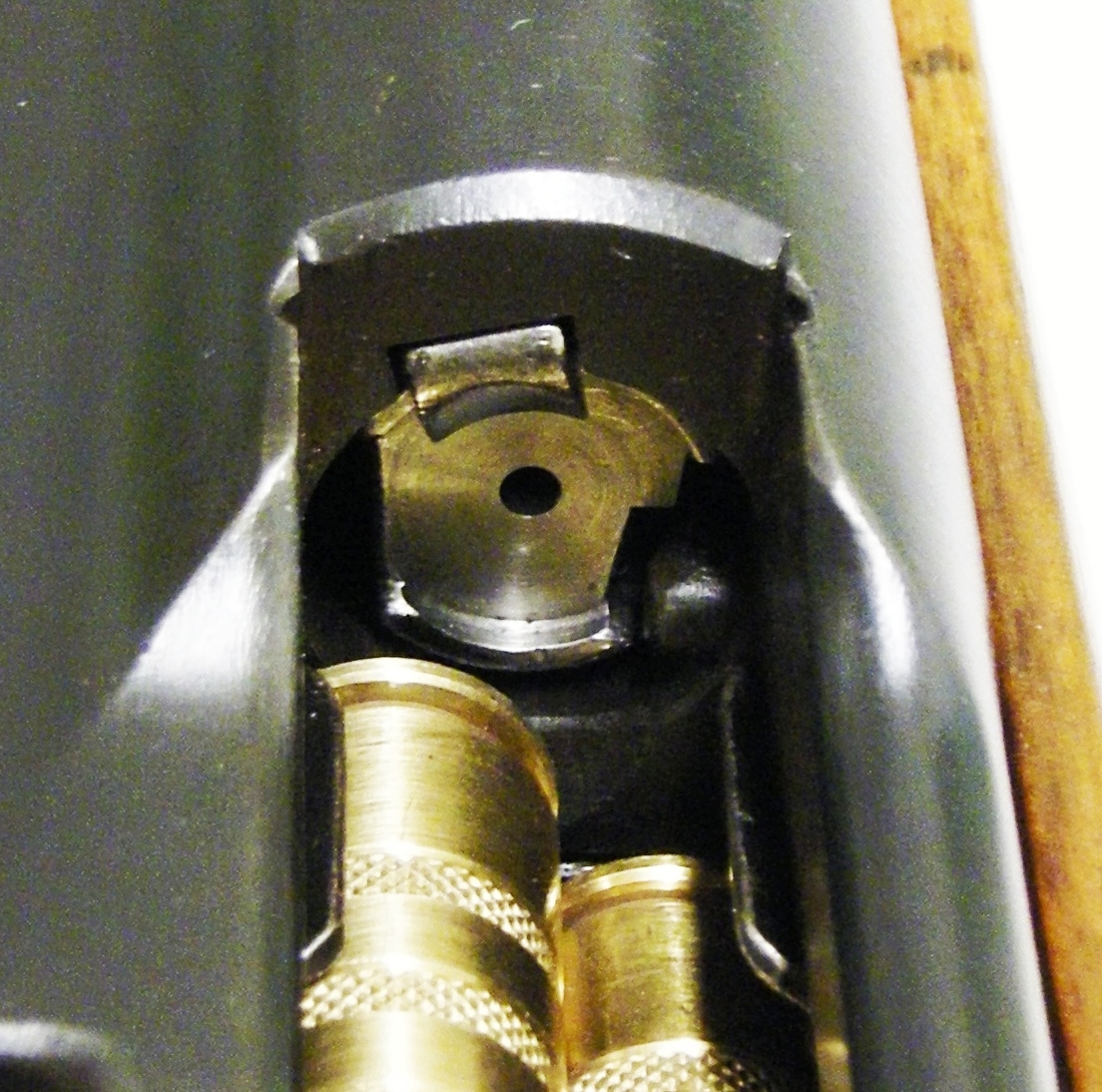
Auszieher und Auswerfer

Der Auszieher ist krallen- oder hakenförmig ausgebildet und im beweglichen Teil des Verschlusssystems federnd gelagert. Die Kralle oder der Haken greift im Ruhezustand (Verschluss ist geschlossen) durch eine Aussparung am Ende des Patronenlagers in die dafür Auszieherrille der Patronenhülse, um diese nach Schussabgabe bei der Rückwärtsbewegung des beweglichen Teils des Verschlusssystems aus dem Patronenlager zu ziehen. Die Patronenhülse trifft dann auf den Auswerfer, der sie aus dem Verschlusssystem und damit aus der Waffe befördert.

Bei Waffen mit unverriegeltem Feder-Masse-Verschluss kann der Auszieher auch fehlen, da er nicht benötigt wird. Dort drückt der Gasdruck die leere Hülse rückwärts aus dem Patronenlager gegen den Verschluss und leitet so den Repetierzyklus ein.

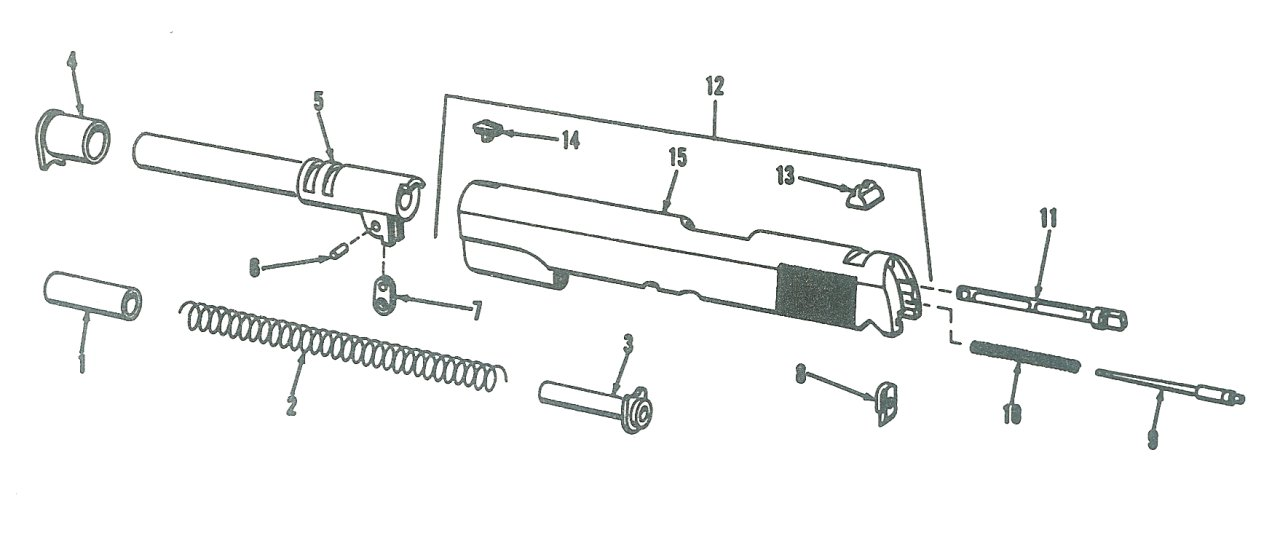
11 – Der Auszieher am Beispiel der Colt Government M1911A1
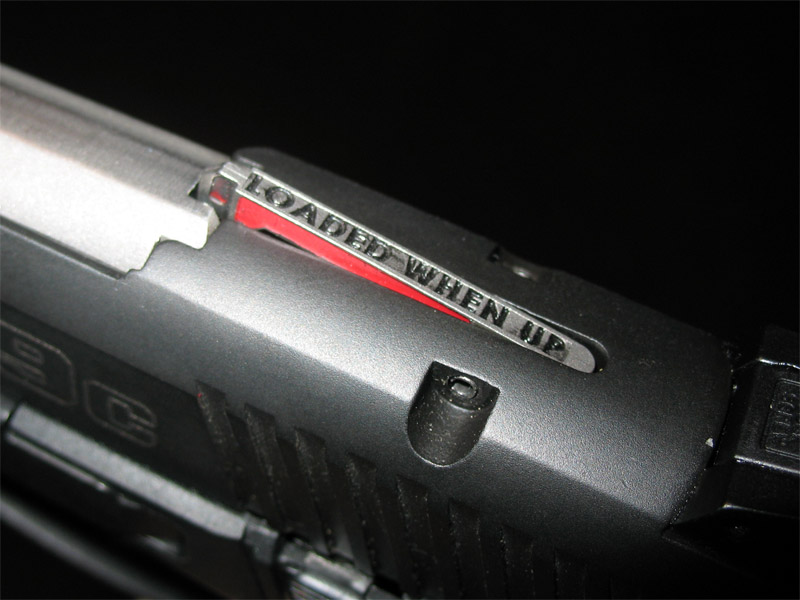
Der Auszieher der Ruger SR9 dient auch als Ladestandsanzeige
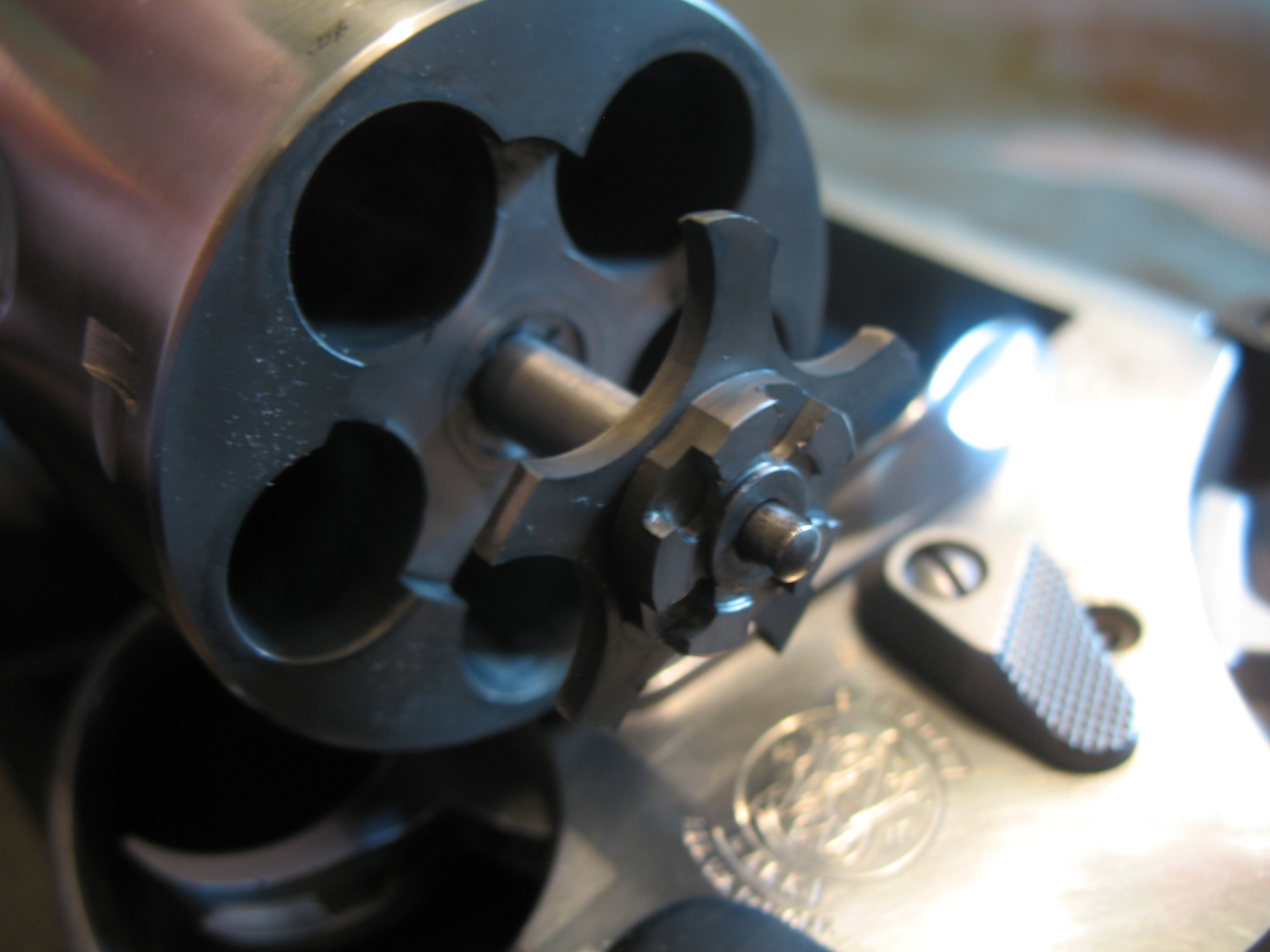
Ausstoßerkranz eines Revolvers
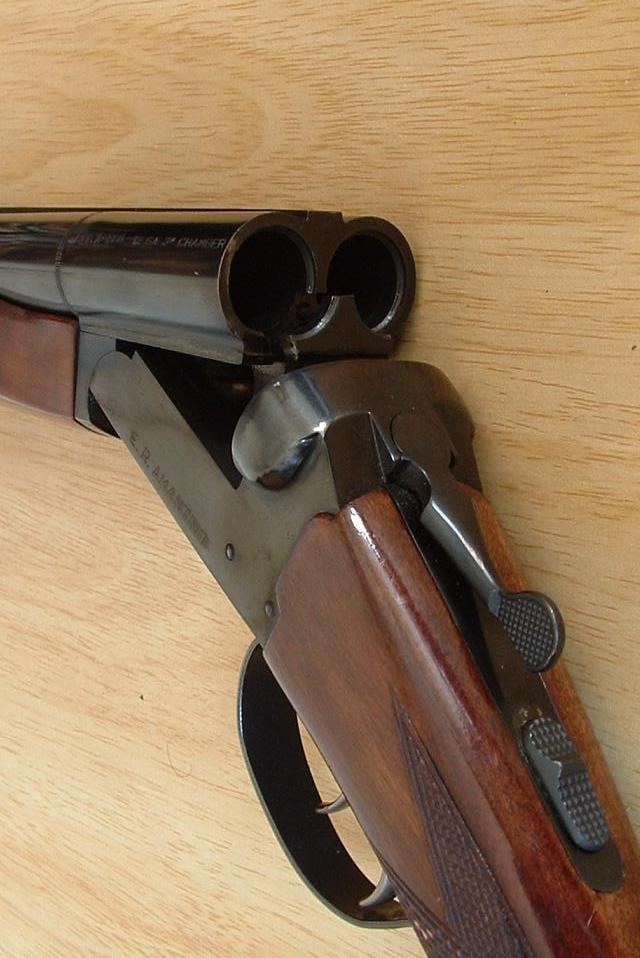
Auszieher einer Doppelflinte